# ولاد يحيى (اشبانات لحريشة)
ولاد يحيى هو دُوَّار يقع بجماعة بير الطالب، إقليم سيدي قاسم، جهة الرباط سلا القنيطرة في المملكة المغربية. ينتمي الدوّار لمشيخة اشبانات لحريشة التي تضم 11 دوار. يقدر عدد سكانه بـ 742 نسمة حسب الإحصاء الرسمي للسكان والسكنى لسنة 2004.

## روابط خارجية
- البوابة الوطنية للجماعات الترابية
- المندوبية السامية للتخطيط